# وایت‌هال (ویرجینیا)
وایت‌هال (به انگلیسی: Whitehall) یک منطقهٔ مسکونی در ایالات متحده آمریکا است که در شهرستان کینگ و کوین، ویرجینیا واقع شده‌است.